# مدرسه حقوق هال اسگود
مدرسه حقوق هال اسگود (به انگلیسی: Osgoode Hall Law School) دانشکده حقوق دانشگاه یورک در تورنتو، انتاریو، کانادا است. این مدرسه در ابتدا توسط انجمن حقوق کانادا (در حال حاضر انجمن حقوقی انتاریو) تأسیس شده‌است. و به نام ویلیام اسگود است. او فارغ‌التحصیل دانشگاه آکسفورد و اولین کسی بود که به عنوان رئیس دادگستری فعالیت می‌کرد. این مدرسه در سال ۱۹۶۵ به دنبال تصمیم دولت استانی، توافق‌نامه وابستگی با دانشگاه یورک را امضا کرد که همه مدارس حقوق را ملزم به پیوستن به یک دانشگاه دانست.
در ابتدا در سالن اسگود در مرکز شهر تورنتو واقع شده بود، که دارای دفتر مرکزی انجمن حقوق است.
این مدرسه حقوق، مرکز کمیسیون حقوق انتاریو و مجله حقوقی هال اسگوود است. همچنین میزبان برنامه‌های توسعه حرفه‌ای (OPD) است که در مرکز شهر تورنتو واقع در خیابان ۱ دونداس در نزدیکی ساختمان اصلی سالن اوسگود واقع شده‌است. انواع ال‌ال‌ام و دکتری مدارک قانونی در دسترس است. فارغ‌التحصیلان آن شامل سه نخست‌وزیر کانادا و ده قاضی دیوان عالی کانادا است.

## رتبه‌بندی و شهرت
رتبه‌بندی دانشگاه QS world 2018، دانشکده حقوق هال اسگوود را در جایگاه ۵۱ تا ۱۰۰ مدرسه برتر قانون در جهان قرار می‌دهد.
مجله مکلین رتبه دوم در میان دانشکده‌های حقوق در کانادا در سال ۲۰۱۱، ۲۰۱۲ و ۲۰۱۳. رتبه‌بندی شده‌است در رتبه‌بندی سال ۲۰۰۸ منتشر شده توسط مجله وکلا کانادایی، اسگودو در کانادا رتبه اول را کسب کرد، و به دلیل کیفیت اساتید، برنامه درسی انعطاف‌پذیر، و تنوع امتیازهای بالایی کسب کرد.

## زندگی دانشجویی
انجمن حقوقی و ادبی، جامعه رسمی دانشجویی دانشکده حقوق هال اسگوود، فعالیتهای دانشجویی را هم در داخل و خارج از دانشگاه هماهنگ می‌کند. این سازمان همچنین پنجاه کلوپ دانشجویی و همچنین روزنامه دانشجویی، اوبیتر دیکتا را تأمین می‌کند.

## اساتید برجسته
- ژان گابریل کاستل، حقوق بین‌الملل خصوصی[۱۰][۱۱][۱۲]
- پیتر هاگ، قانون اساسی قانون اساسی کانادا، تألیف کتاب بیشترین استناد در دیوان عالی کانادا[۱۳][۱۴][۱۵]
- گورد کرک، وکیل ورزش و سرگرمی[۱۶]
- Obiora Chinedu Okafor، حقوق بین‌الملل و حقوق بشر، همچنین کارشناس مستقل سازمان ملل در زمینه حقوق بشر و همبستگی بین‌المللی[۱۷]
- دیوید واور، حقوق مالکیت معنوی، همچنین استاد برجسته دانشگاه آکسفورد[۱۸][۱۹]
- پونام پوری، دریافت کننده جوایز ۴۰ فیلم برتر زیر ۴۰ سال کانادا و قدرتمندترین زنان کانادا: ۱۰۰ جایزه برتر[۲۰]